# Jana-Indigirkalaagland
Het Jana-Indigirkalaagland (Russisch: Яно-Индигирская низменность; Jano-Indigirskaja nizmennost) of kortweg Indigirkalaagland (Индигирская низменность; Indigirskaja nizmennost) is de benaming voor het westelijke deel van het Oost-Siberisch Laagland (het oostelijke deel heet Kolymalaagland). Het ligt in het noordoosten van de Russische autonome republiek Sacha (Jakoetië). In het laagland liggen de moerassige valleien van de rivieren Jana en Indigirka.

## Geografie
Het laaglandgebied bevindt zich ten noorden van de noordpoolcirkel en ten zuiden van de Laptevzee en de Oost-Siberische Zee. Het strekt zich uit in de vorm van een halve maan over een lengte van bijna 600 kilometer vanaf de Boeor-Chajagolf in het westen (estuarium van de Omolojrivier), via het noorden van het Verchojanskgebergte, de bergketen Oelachan-Sis (1e), de noordelijke rand van het Tsjerskigebergte en de uitlopers van de heuvelkam Polo-oesny krjazj. Ten zuiden hiervan strekt het laagland zich tot 300 kilometer uit naar het zuiden over het dal van de Indigirka tot aan het Momagebergte en naar het ten oosten van deze riviervallei gelegen Alazejaplateau en de bergketen Oelachan-Sis (2e) ten noorden daarvan en het Kondakovplateau daar weer ten noorden van. De Indigirkadelta vormt de noordoostelijke grens van het laagland en vormt de overgang naar het ten oosten van het laagland gelegen Laagland van Kolyma.

## Geologie, landschap en klimaat
Het laagland varieert in hoogte tussen de 30 en 80 meter. Het hoogste punt ligt op 558 meter. Het laagland wordt gekenmerkt door zijn thermokarstdepressies (alassen), typische landvormen in subarctische gebieden met ontdooiende permafrost. Deze thermokarst bestaat uit afzettingen van meren en rivieren, zoals klei en zandige leem, die van grote dikte zijn. Deze sedimenten hebben door de aanwezigheid van permafrost een hoog gehalte aan fossiel ijs. Ook zijn er veel polygoonbodems. Langs de oevers van de rivieren, meren en zeeën liggen Bajdzjarachheuvels. Er liggen talrijke moerassen en meren in het laagland. De grootste meren zijn het Boestachmeer en het Osjoginomeer. De rivieren zijn meestal bevroren van eind september of begin oktober tot eind mei of begin juni. Bij het smelten van het ijs en de sneeuw in de zomer en het ontdooien van de bevroren grond treden de rivieren buiten hun oevers.

## Flora en Fauna
In het zuiden van het laagland bevinden zich in de moerasgebieden enkele bossen, die meestal bestaan uit schaarse lariksen. Boven de 69e breedtegraad groeit bos- en struiktoendra. Langs de koude zeekusten groeien mossen, korstmossen en struiktoendra. Door de laaglanden dwalen rendieren.

## Plaatsen
Het Jana-Indigirkalaagland is zeer dunbevolkt. De weinige dorpen liggen hoofdzakelijk aan de rivieren of de zee. Enkele dorpen zijn Nizjnejansk aan de monding van de Jana en Olenegorsk en Tsjokoerdach aan de Indigirka.